# Jared Taylor
Samuel Jared Taylor (Kobe, 15 de septiembre de 1951) es un activista político, escritor y comentador político estadounidense nacido en Japón. Es el fundador y editor de la revista en línea American Renaissance (Renacimiento Americano en español), que aborda temas de identidad racial y cultural de los pueblos europeos y euro descendientes. Taylor también es autor y presidente de la organización matriz de dicha revista, New Century Foundation, a través de la cual se han publicado muchos de sus libros. Es exmiembro de la junta asesora de The Occidental Quarterly y ex director del National Policy Institute, un centro de estudios con sede en Virginia. También es miembro de la junta directiva y portavoz del Consejo de Ciudadanos Conservadores.
Ha publicado artículos y ensayos en varios medios de prensa entre ellos el Wall Street Journal, Los Angeles Times, Chicago Tribune, National Review y VDare.Además ha aparecido, explicando sus puntos de vista y convicciones, en varios programas de televisión como el de Phil Donahue y el de Queen Latifah, en los canales Black Entertainment TV, FOX News y Russia Today y en los programas de radio de Jesse Lee Peterson y Laura Ingraham.
Taylor, al igual que muchas de las organizaciones con las que está asociado, es descrito a menudo como promotor de ideologías racistas por, entre otros, grupos de derechos civiles, medios de comunicación y académicos que denuncian el racismo en Estados Unidos.

## Primeros años y educación
Taylor nació el 15 de septiembre de 1951, de padres misioneros cristianos en Kobe, Japón. Vivió en Japón hasta los 16 años de edad y asistió a la escuela pública japonesa hasta los 12 años, adquiriendo fluidez en japonés en el proceso.
Se graduó de la Universidad de Yale en 1973 con una licenciatura en filosofía. Obtuvo una maestría en economía internacional en el Instituto de Estudios Políticos de París en 1978.

## Carrera
Taylor trabajó como editor de noticias del periódico Washington Times entre 1974 y 1975, como oficial de préstamos internacionales para Manufacturers Hanover Corporation de 1978 a 1981, y como editor de la Costa Oeste de PC Magazine de 1983 a 1988. También trabajó en África Occidental, y ha viajado extensamente por la zona. Taylor habla francés, japonés e inglés con fluidez. También trabajó como intérprete en los tribunales.
En 1983 escribió el libro Shadows of the Rising Sun: A Critical View of the Japanese Miracle (Sombras del Sol Naciente: Una visión crítica del milagro japonés), en la que expresó que Japón no era un modelo económico o social apropiado para Estados Unidos, y criticó a los japoneses por su excesiva preocupación por su propia singularidad.
En 1990 fundó y publicó el primer número de American Renaissance, un boletín y sitio web de identidad racial europea calificado por detractores como de supremacía blanca. En 1994 creó la Fundación Nuevo Siglo para ayudar con el funcionamiento de American Renaissance.
Taylor escribió Paved With Good Intentions (Forjado con Buenas Intenciones) en 1993, un libro sobre las relaciones raciales en Estados Unidos. En 1994, fue llamado por el equipo de defensa en un juicio por asesinato de negros contra negros en Fort Worth, Texas, para dar testimonio experto sobre los aspectos del caso relacionados con la raza. Antes de testificar en el juicio, llamó a los jóvenes negros "las personas más peligrosas de Estados Unidos" y añadió: "Esto debe tenerse en cuenta a la hora de juzgar si era o no realista para[el acusado] pensar que se trataba de una situación de matar o ser asesinado".
Desde 1982 hasta el presente es consultor de compañías estadounidenses establecidas en Japón.

## Vistas
Taylor ha sido descrito como un nacionalista blanco, supremacista blanco y racista por grupos de derechos civiles, medios de comunicación, académicos que estudian el racismo en los Estados Unidos y otros. Taylor ha "rechazado enérgicamente" que se le llame racista, y sostiene que en su lugar es un "racista que cree en el realismo racial". También ha dicho que no es un supremacista blanco, describiéndose a sí mismo como un "defensor de los blancos", y sostiene que sus puntos de vista sobre la nacionalidad y la raza son "moderados, comunes y totalmente consistentes con los puntos de vista de la mayoría de los grandes estadistas y presidentes del pasado de Estados Unidos".
Taylor ha sido descrito a menudo en los informes de los medios de comunicación como asociado con la derecha alternativa.

### Carrera
Taylor es un defensor del racismo científico y de la segregación racial voluntaria. Taylor también afirma que hay diferencias raciales en la inteligencia entre los diversos grupos étnico-raciales de todo el mundo. Taylor argumenta que los negros son generalmente menos inteligentes que los hispanos, mientras que los hispanos son generalmente menos inteligentes que los blancos, y los blancos son generalmente menos inteligentes que los asiáticos orientales: "Creo que los asiáticos son objetivamente superiores a los blancos por casi cualquier medida que se les ocurra en términos de cuáles son los ingredientes para una sociedad exitosa. Esto no significa que quiera que Estados Unidos se convierta en asiático. Creo que todo pueblo tiene derecho a ser él mismo, y esto queda claro si estamos hablando de Irian Jaya o del Tíbet".
Taylor se describe a sí mismo como un defensor de los intereses de los blancos. Afirma que su diario, American Renaissance, fue fundado para dar tal voz a los intereses de los blancos, y argumenta que su trabajo es análogo a otros grupos de interés que abogan por grupos étnicos o raciales. Escribiendo en esa revista en 2005, declaró: "Los blancos y los negros son diferentes. Cuando los negros son abandonados a su suerte, la civilización occidental -cualquier tipo de civilización- desaparece".
Taylor apoya las políticas de inmigración que favorecerían a los inmigrantes blancos sobre otros grupos. Taylor dice: "Los blancos merecen una patria", y cuando se les preguntó sobre las leyes de inmigración de Estados Unidos aprobadas en 1965, bajo la Ley Hart-Celler, dijo que "los blancos están cometiendo un terrible error al poner en marcha fuerzas que los reducirán a una minoría".

### Judaísmo y antisemitismo
El Southern Poverty Law Center señala que Taylor es inusual entre la derecha radical en "su falta de antisemitismo". El Jewish Daily Forward informó que Taylor "ha estado tratando de desnazificar el movimiento y ampliar el círculo nacionalista blanco para incluir a los judíos de ascendencia europea. Pero para muchos de la extrema derecha, quitarle el odio a los judíos al nacionalismo blanco es como quitarle a Cristo la Navidad, un sacrilegio".

### Donald Trump
Taylor apoyó la campaña presidencial de Donald Trump, y grabó robocall para apoyar a Trump antes del caucus de Iowa y las primarias de Nuevo Hampshire.
Taylor describió la toma de posesión de Trump como "un signo de la elevación de la conciencia blanca". En una entrevista de mayo de 2017 en CNN con Sara Sidner, Taylor dijo que apoyaba la elección de Trump como presidente "porque los efectos de su política serían reducir la desposesión de los blancos, es decir, frenar el proceso por el cual los blancos se convierten en la minoría en los Estados Unidos".
Un vocero le dijo a CNN que el candidato "niega a todos los super PAC que ofrecen su apoyo y continúa haciéndolo", y cuando se le preguntó sobre los robos en una entrevista con CNN, Trump respondió "Lo negaría, pero les diré que la gente está extremadamente enojada".

## Recepción
El Centro Legal de la Pobreza del Sur describe a Taylor como "un presentador cortés de ideas que la mayoría describiría como crudamente supremacista blanco, una especie de versión moderna del colonialista refinado pero racista de antaño".
Mark Potok y Heidi Beirich, escritores en el Intelligence Report (una publicación del Southern Poverty Law Center), han escrito que "Jared Taylor es la cara cultivada y cosmopolita de la supremacía blanca. Es el tipo que está proporcionando la fuerza intelectual, en efecto, a los modernos miembros del Klan." También han declarado que "American Renaissance se ha vuelto cada vez más importante a través de los años, trayendo una medida de intelectualismo y seriedad al mundo típicamente dominado por matones de la supremacía blanca".
Un artículo publicado en 2005 en la Pittsburgh Post-Gazette describió a Taylor como "un racista disfrazado de experto".
Su revista en línea, American Renaissance, ha sido descrita como una publicación de la supremacía blanca y un "foro para escritores que menosprecian las habilidades de las minorías".
El 18 de diciembre de 2017, su cuenta (así como la cuenta de American Renaissance) fue suspendida por Twitter, como parte de las nuevas reglas de Twitter que prohíben las cuentas afiliadas a la promoción de la violencia.Taylor ha presentado su caso ante la Corte Suprema de California alegando que Twitter violó la ley californiana que protege la libertad de expresión en espacios públicos-una ley que no ha sido previamente aplicada en la internet. Taylor y American Renaissance están representados por Marc Randazza, quien ha representado anteriormente a Andrew Anglin, editor del sitio web neo-nazi Daily Stormer.
En marzo de 2019, Taylor dijo en su página web que se le había prohibido la entrada al espacio Schengen durante dos años por instigación de Polonia.

## Libros publicados[5]
- Shadows of the Rising Sun: A Critical View of the Japanese Miracle 1983
- The Tyranny of the New and Other Essays, 1992
- Paved With Good Intentions: The Failure of Race Relations in Contemporary America, 1992
- The Real American Dilemma: Race, Immigration, and the Future of America,  1998
- A Race Against Time: Racial Heresies for the 21st Century, 2003
- White Identity: Racial Consciousness for the 21st Century, 2011
- Face to Face with Race, edited and with an introduction, 2014
- If We Do Nothing: Essays and Reviews from 25 Years of White Advocacy, 2017